# تيموثي تومسون
تيموثي تومسون هو قاضي وسياسي كندي، ولد في 1762، وتوفي في 23 أبريل 1823.